# روبن فرایدی
روبن فرایدی (انگلیسی: Robin Friday؛ ۲۷ ژوئیهٔ ۱۹۵۲ – ۲۲ دسامبر ۱۹۹۰) یک بازیکن فوتبال اهل بریتانیا بود.